# Pseudoligosita distincta
Pseudoligosita distincta är en stekelart som först beskrevs av Filippo Silvestri 1915.  Pseudoligosita distincta ingår i släktet Pseudoligosita, och familjen hårstrimsteklar. Arten är reproducerande i Sverige.